# Przędzalnia „Frotex”
Przędzalnia „Frotex” – była przędzalnia bawełny należąca do Zakładów Przemysłu Bawełnianego „Frotex”, która znajdowała się w Podlesiu.

## Historia
Zakład został założony w 1874 przez WIlhelma Hassmanna jako huta, w której produkowano różne materiały metalowe, m.in. maszyny do obróbki drzewa, maszyny rolnicze oraz turbiny wodne. Kilka lat później firma wykupiła piec hutniczy znajdujący się po drugiej stronie potoku. Podczas pierwszej i drugiej wojny światowej produkowano tu głównie amunicję do karabinów i artylerii i części do czołgów.
Po wojnie huta została wykupiona przez ZPB „Frotex” i zamieniona w przędzalnię. Przerabiano tu bawełnę z Ukrainy i Turcji, która następnie (już jako przędza) była transportowana do Prudnika. W marcu 2009 roku przędzalnia została zamknięta. Pracę utraciło około 55 osób.